# Milo Goes to College
Milo Goes to College är det första studioalbumet av det amerikanska punkrockbandet Descendents, släppt 1982. Det släpptes på New Alliance Records (och återsläpptes av SST Records 1987). Tidningen Spin rankade albumet som ett av de bästa punk/hardcorealbumen genom tiderna. Sputnikmusic har också rankat detta album 1:a bland bästa punkalbum från 1982.
"Suburban Home" och "Myage" blev lokalt populära (och som collegehits), medan många andra låtar från det albumet blev favoriter bland fansen. Bandet använde ofta suffixet "-age", som framgår av titlarna på spåren "Myage", "Tonyage" och "Bikeage", och som av en tillfällighet i "Marriage".

## Låtlista
| 1. | "Myage"             | Bill Stevenson               | 2:00 |
| 2. | "I Wanna Be a Bear" | Tony Lombardo, Frank Navetta | 0:40 |
| 3. | "I'm Not a Loser"   | Navetta                      | 1:28 |
| 4. | "Parents"           | Navetta                      | 1:37 |
| 5. | "Tonyage"           | Lombardo, Stevenson          | 0:55 |
| 6. | "M-16"              | Lombardo, Milo Aukerman      | 0:40 |
| 7. | "I'm Not a Punk"    | Lombardo                     | 1:01 |
| 8. | "Catalina"          | Lombardo, Stevenson          | 1:44 |

| 1.           | "Suburban Home"     | Lombardo           | 1:40  |
| 2.           | "Statue of Liberty" | Navetta            | 1:58  |
| 3.           | "Kabuki Girl"       | Lombardo           | 1:09  |
| 4.           | "Marriage"          | Navetta, Stevenson | 1:37  |
| 5.           | "Hope"              | Aukerman           | 1:58  |
| 6.           | "Bikeage"           | Stevenson          | 2:12  |
| 7.           | "Jean Is Dead"      | Stevenson          | 1:31  |
| Total längd: | Total längd:        | Total längd:       | 22:10 |

## Musiker
- Milo Aukerman - sång
- Tony Lombardo - bas
- Frank Navetta - gitarr
- Bill Stevenson - trummor